# Brat Miguel Fernández y Flores

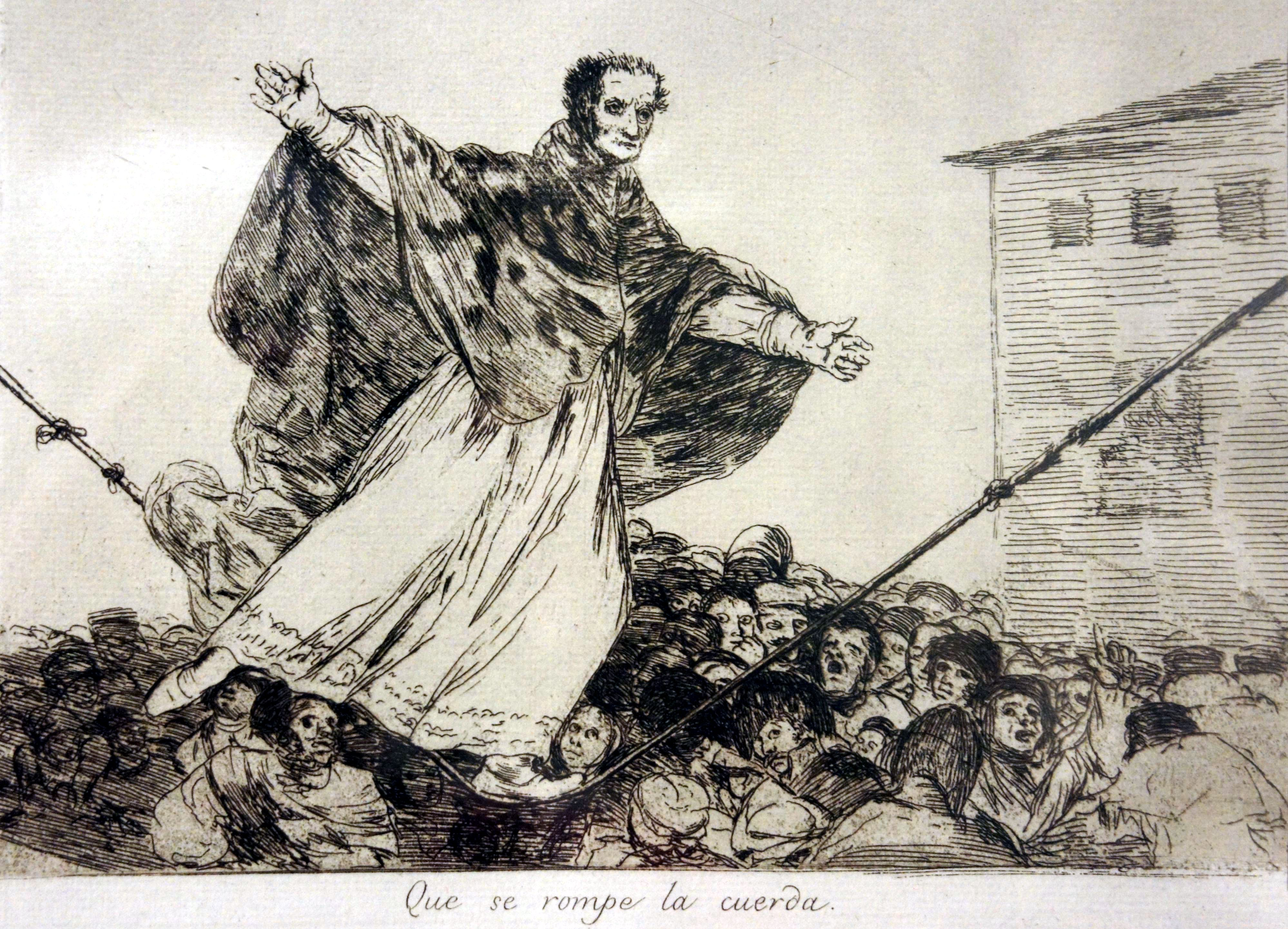
Rycina nr 77 z serii Okropności wojny pt. Bo się zerwie lina

Brat Miguel Fernández y Flores (hiszp. Fray Miguel Fernández y Flores) – obraz olejny hiszpańskiego malarza Francisca Goi (1746–1828), znajduje się w kolekcji Worcester Art Museum w Stanach Zjednoczonych.

## Okoliczności powstania
Franciszkanin Miguel Fernández Flores (1764–1822) pochodził z Sewilli. W 1814 został mianowany biskupem pomocniczym prałata Quito przez króla Ferdynanda VII. W 1815 został biskupem in partibus infidelium Marcópolis, diecezji w Azji Mniejszej oraz administratorem apostolskim Quito. W 1816 został biskupem Quito, ale pomimo jego stanowisk związanych z Nową Hiszpanią, nie ma żadnej wzmianki o jakiejkolwiek wizycie w Ekwadorze. Po zakończeniu kariery duszpasterskiej został prałatem rady królewskiej na madryckim dworze.
Goya jako nadworny malarz otrzymał zamówienie na portret biskupa; obraz powstał w 1815 z okazji nominacji. Po powrocie Ferdynanda VII na tron malarz musiał pogodzić własne przekonania i poglądy polityczne z pracą na dworze monarchy absolutnego. W swojej karierze namalował portrety wielu duchownych w gloryfikującym stylu, ale jednocześnie krytykował wady kościoła i jego zwierzchników w swoich satyrycznych rycinach. Rycina nr 77 z serii Okropności wojny pt. Bo się zerwie lina przedstawia duchownego balansującego na linie na oczach krzyczącego tłumu. Tytuł sugeruje, że tłum chce, aby lina się zerwała.

## Opis obrazu
Biskup został przedstawiony w całej okazałości i splendorze, jakiego wymagała jego nowa pozycja. Podążając za tradycją papieskich portretów, Goya przedstawił go w półpostaci, siedzącego na wystawnym krześle i ubranego w strój biskupi. Ma na sobie jasnoniebieską sutannę z czerwonymi wyłogami i guzikami oraz białą koronkową albę. Uwagę zwraca wielki złoty pierścień na prawej dłoni oraz złoty krzyż wiszący na piersi. Biskup kieruje do widza uważne spojrzenie. Widoczny jest trójkątny schemat kompozycji, którego wierzchołek stanowi odcinająca się od neutralnego tła głowa modela. W dolnej części obrazu znajduje się inskrypcja: El Yllmõ Señor D.n Fr. Miguel Fernandez Obispo de Marcopolis, Administrador Apostolico de Quito. P.r Goya año 1815 (Wielmożny Pan Brat Miguel Fernandez Biskup Marcopolis, Administrator apostolski Quito. Goya rok 1815).

## Proweniencja
Obraz należał do portretowanego. Następnie znalazł się w kolekcji włoskiego malarza Juana Bautisty Vivaldiego w Sewilli, później w kolekcji Enrique Salazara również w Sevilli i markiza de la Vegi Inclána w Madrycie. W 1911 został włączony do kolekcji Worcester Art Museum.